# Tréméven (Finistère)
Tréméven è un comune francese di 2 271 abitanti situato nel dipartimento del Finistère nella regione della Bretagna.

## Società

### Evoluzione demografica
Abitanti censiti